# Michigan (jezero)
Jezero Michigan (eng. Lake Michigan) je jedno od pet sjevernoameričkih Velikih jezera, a na njemu obale imaju američke savezne države Indiana, Illinois, Wisconsin i Michigan, koja je nazvana prema njemu, dok je najveći grad na njegovoj obali Chicago.

## Opis
Jezero Michigan je jedino Veliko jezero koje je svojom cijelom površinom unutar teritorija Sjedinjenih Država, jer se sva ostala dijele s Kanadom. Jezero ima površinu od 57.750 km², što ga čini najvećim slatkovodnim jezerom u SAD-u i 5. najvećim jezerom na svijetu. Najveća dubina jezera iznosi 281 metar.

## Vrste popisane u jezeru
U jezeru su popisane sljedeće vrste:
Actinopterygii
- Alosa pseudoharengus
- Coregonus clupeaformis
- Coregonus hoyi
- Cottus cognatus
- Lota lota
- Micropterus dolomieu
- Myoxocephalus quadricornis
- Neogobius melanostomus
- Oncorhynchus kisutch
- Oncorhynchus mykiss
- Oncorhynchus tshawytscha
- Osmerus mordax
- Perca flavescens
- Salmo trutta
- Salvelinus namaycush
- Sander vitreus

Diptera
- Sergentia coracina

Mollusca
- Amnicola limosus
- Dreissena bugensis
- Dreissena polymorpha

Ostalo
- Bythotrephes longimanus
- Conochilus unicornis
- Cyclops bicuspidatus
- Daphnia galeata
- Diaptomus sicilis
- Diporeia hoyi
- Leptodora kindtii
- Mysis relicta
- Petromyzon marinus

Bacteria
- Microcystis aeruginosa (plavo-zelena alga)

Chromista
- Pseudostaurosira brevistriata (diatom)

Plantae
- Cladophora glomerata (zelena alga)

Protozoa
- Peridinium umbonatum

## Daljnje čitanje
- Bogue, Margaret Beattie. 1985. Around the Shores of Lake Michigan: A Guide to Historic Sites. University of Wisconsin Press. ISBN 0-299-10004-9
- Hilton, George Woodman. 2002. Lake Michigan Passenger Steamers. Stanford University Press. ISBN 0-8047-4240-5
- Hyde, Charles K.; Mahan, Ann; Mahan, John. 1995. The Northern Lights: Lighthouses of the Upper Great Lakes. Wayne State University Press. Detroit. ISBN 978-0-814325-54-4
- Oleszewski, Wes. 1998. Great Lakes Lighthouses, American and Canadian: A Comprehensive Directory/Guide to Great Lakes Lighthouses. Avery Color Studios, Inc.. Gwinn. ISBN 0-932212-98-0
- Penrod, John. 1998. Lighthouses of Michigan. Pernod/Hiawatha. Berrien Center. ISBN 978-0-942618-78-5
- Penrose, Laurie; Penrose, Bill. 1999. A Traveler's Guide to 116 Michigan Lighthouses. Petoskey: Friede Publications. ISBN 978-0-923756-03-1
- Shelak, Benjamin J. 2003. Shipwrecks of Lake Michigan. Big Earth Publishing. ISBN 1-931599-21-1
- Wagner, John L. 1998. Michigan Lighthouses: An Aerial Photographic Perspective. John L. Wagner. East Lansing. ISBN 978-1-880311-01-1
- Wright, John W., ur. 2006. The New York Times Almanac. Editors and reporters of The New York Times. 2007 izdanje. Penguin Books. New York, New York. ISBN 0-14-303820-6
- Wright, Larry; Wright, Patricia. 2006. Great Lakes Lighthouses Encyclopedia. Hardback izdanje. Boston Mills Press. Erin. ISBN 1-55046-399-3

## Vanjske poveznice
|  | Zajednički poslužitelj ima još gradiva o temi Michigan (jezero) |